# مجموعه تپه‌های حاجی‌آباد
مجموعه تپه‌های حاجی‌آباد مربوط به دوران‌های تاریخی پس از اسلام است و در شهرستان بروجرد، بخش مرکزی، روستای حاجی‌آباد واقع شده و این اثر در تاریخ ۲۳ بهمن ۱۳۸۰ با شمارهٔ ثبت ۴۷۶۵ به‌عنوان یکی از آثار ملی ایران به ثبت رسیده است.